# Neporadza (district de Trenčín)
Neporadza (hongrois : Neporác) est un village de Slovaquie situé dans la région de Trenčín.

## Histoire
La première mention écrite du village date de 1269.

## Démographie

### Évolution de la population
| Année:               | 1994. | 2004.   | 2014.   | 2024.   |
| -------------------- | ----- | ------- | ------- | ------- |
| Nombre de personnes: | 835   | 773     | 797     | 802     |
| Différence:          |       | -7,42 % | +3,10 % | +0,62 % |

| Année:               | 2023. | 2024.   |
| -------------------- | ----- | ------- |
| Nombre de personnes: | 794   | 802     |
| Différence:          |       | +1,00 % |